# RFL Championship 1954-55
El Championship de 1954-55 fue la 60.º edición del torneo de rugby league más importante de Inglaterra.

## Formato
Los equipos se enfrentaron en formato de todos contra todos, los primeros cuatro equipos clasificaron a postemporada.
Se otorgaron 2 puntos por cada victoria, 1 por el empate y 0 por la derrota.

## Desarrollo

### Tabla de posiciones
| Pos. | Equipo               | Encuentros | Encuentros | Encuentros | Encuentros | Puntos |
| Pos. | Equipo               | PJ         | PG         | PE         | PP         | Puntos |
| ---- | -------------------- | ---------- | ---------- | ---------- | ---------- | ------ |
| 1    | Warrington Wolves    | 36         | 29         | 2          | 5          | 60     |
| 2    | Oldham RLFC          | 36         | 29         | 2          | 5          | 60     |
| 3    | Leeds Rhinos         | 36         | 26         | 2          | 8          | 54     |
| 4    | Halifax RLFC         | 36         | 26         | 1          | 9          | 53     |
| 5    | Wigan Warriors       | 36         | 26         | 1          | 9          | 53     |
| 6    | Leigh Centurions     | 36         | 25         | 2          | 9          | 52     |
| 7    | St Helens RFC        | 36         | 25         | 1          | 10         | 51     |
| 8    | Barrow Raiders       | 36         | 24         | 0          | 12         | 48     |
| 9    | Featherstone Rovers  | 36         | 23         | 1          | 12         | 47     |
| 10   | Workington Town      | 36         | 23         | 0          | 13         | 46     |
| 11   | Huddersfield Giants  | 36         | 22         | 0          | 14         | 44     |
| 12   | Rochdale Hornets     | 36         | 20         | 3          | 13         | 43     |
| 13   | York FC              | 36         | 21         | 0          | 15         | 42     |
| 14   | Hunslet FC           | 36         | 20         | 0          | 16         | 40     |
| 15   | Whitehaven RLFC      | 36         | 18         | 3          | 15         | 39     |
| 16   | Wakefield Trinity    | 36         | 18         | 0          | 18         | 36     |
| 17   | Bradford Northern    | 36         | 17         | 2          | 17         | 36     |
| 18   | Keighley Cougars     | 36         | 18         | 0          | 18         | 36     |
| 19   | Hull FC              | 36         | 16         | 3          | 17         | 35     |
| 20   | Swinton Lions        | 36         | 16         | 1          | 19         | 33     |
| 21   | Castleford Tigers    | 36         | 13         | 4          | 19         | 30     |
| 22   | Widnes Vikings       | 36         | 13         | 0          | 23         | 26     |
| 23   | Bramley RLFC         | 36         | 11         | 1          | 24         | 23     |
| 24   | Liverpool Stanley    | 36         | 11         | 1          | 24         | 23     |
| 25   | Hull Kingston Rovers | 36         | 10         | 0          | 26         | 20     |
| 26   | Salford Red Devils   | 36         | 7          | 3          | 26         | 17     |
| 27   | Doncaster RLFC       | 36         | 8          | 1          | 27         | 17     |
| 28   | Batley Bulldogs      | 36         | 7          | 0          | 29         | 14     |
| 29   | Blackpool Borough    | 36         | 7          | 0          | 29         | 14     |
| 30   | Broughton Rangers    | 36         | 7          | 0          | 29         | 14     |
| 31   | Dewsbury Rams        | 36         | 5          | 0          | 31         | 10     |

|  | Clasificados a postemporada. |

### Postemporada

#### Semifinal
| 23 de abril de 1955 | Oldham RLFC | 25 - 6 | Leeds Rhinos |  |  |

| 28 de abril de 1955 | Warrington Wolves | 17 - 9 | Halifax RLFC |  |  |

#### Final
| 14 de mayo de 1955 | Oldham RLFC | 3 - 7 | Warrington Wolves | Maine Road, Mánchester |  |

| Bandera de Inglaterra     |
| Campeón Warrington Wolves |
| Tercer título             |